# Maillane
 Maillane  (Malhana, en  occitano) es una comuna y población de Francia, en la región de Provenza-Alpes-Costa Azul, departamento de Bocas del Ródano, en el distrito de Arlés y cantón de Saint-Rémy-de-Provence.
Su población en el censo de 1999 era de 1.880 habitantes.
Está integrada en la Communauté de communes Rhône Alpilles Durance .
En esta población, nació el escritor en lengua occitana Frédéric Mistral, Premio Nobel de literatura en 1904.

## Demografía
| 1354 | 1472 | 1430 | 1571 | 1664 | 1880 |
| Para los censos de 1962 a 1999 la población legal corresponde a la población sin duplicidades (Fuente: INSEE [Consultar]) |      |      |      |      |      |